# Ngaski
Ngaski è una delle ventuno aree a governo locale (local government areas) in cui è suddiviso lo Stato di Kebbi, nella Repubblica Federale della Nigeria. Estesa su una superficie di 2.633 km² conta una popolazione di 124.766 abitanti.